# Estasi di libertà
Estasi di libertà (titolo orig. Rausch der Verwandlung) è un romanzo incompiuto dello scrittore austriaco Stefan Zweig, pubblicato postumo nel 1982 a cura di Knut Beck. L'autore, che aveva pensato inizialmente a un racconto, iniziò a scriverlo nel 1931, ma lo interruppe per difficoltà; Zweig inserì vari frammenti al testo dal 1934 al 1938, solamente per poi scartarli. In questo periodo, l'opera di Zweig fu fortemente influenzata dagli eventi politici dell'Austria, oltreché dal suo rapporto con Lotte Altmann. Nel 1940, egli trasformò, assieme a Berthold Viertel, il testo nella bozza di sceneggiatura per un film, che fu realizzato solamente nel 1950 col titolo Das gestohlene Jahr.
Knut Bech revisionò e uniformò i frammenti del testo, integrati con le note lasciate dall'autore. A una prima parte inedita, segue il testo approntato da Beck per adattare i tempi verbali e le varianti alla prima parte, correggendo inoltre gli errori logici e di coerenza interna. Il manoscritto è anepìgrafo: anche il titolo tedesco, letteralmente Impeto di trasformazione, è una scelta di Beck. Zweig definiva il testo "un racconto di una postina": la storia di Christine Hoflehner, un'impiegata dell'ufficio postale in una piccola città vicino a Vienna durante gli anni di povertà successivi alla Prima Guerra Mondiale.

## Trama

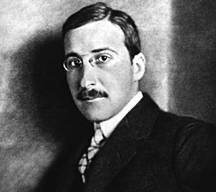
Ritratto di Stefan Zweig

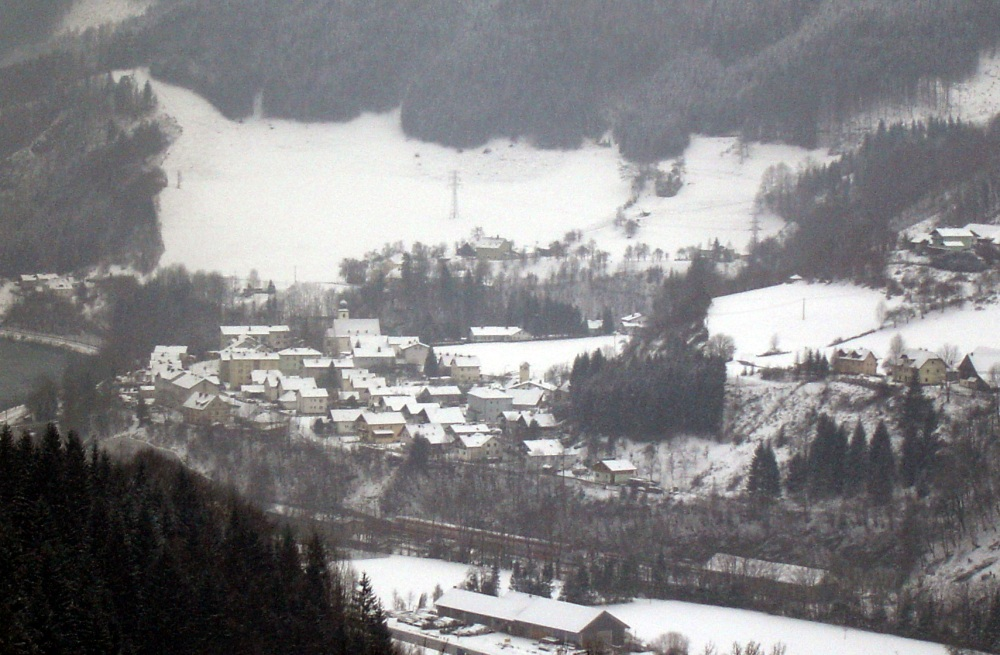
Panorama di Kleinreifling

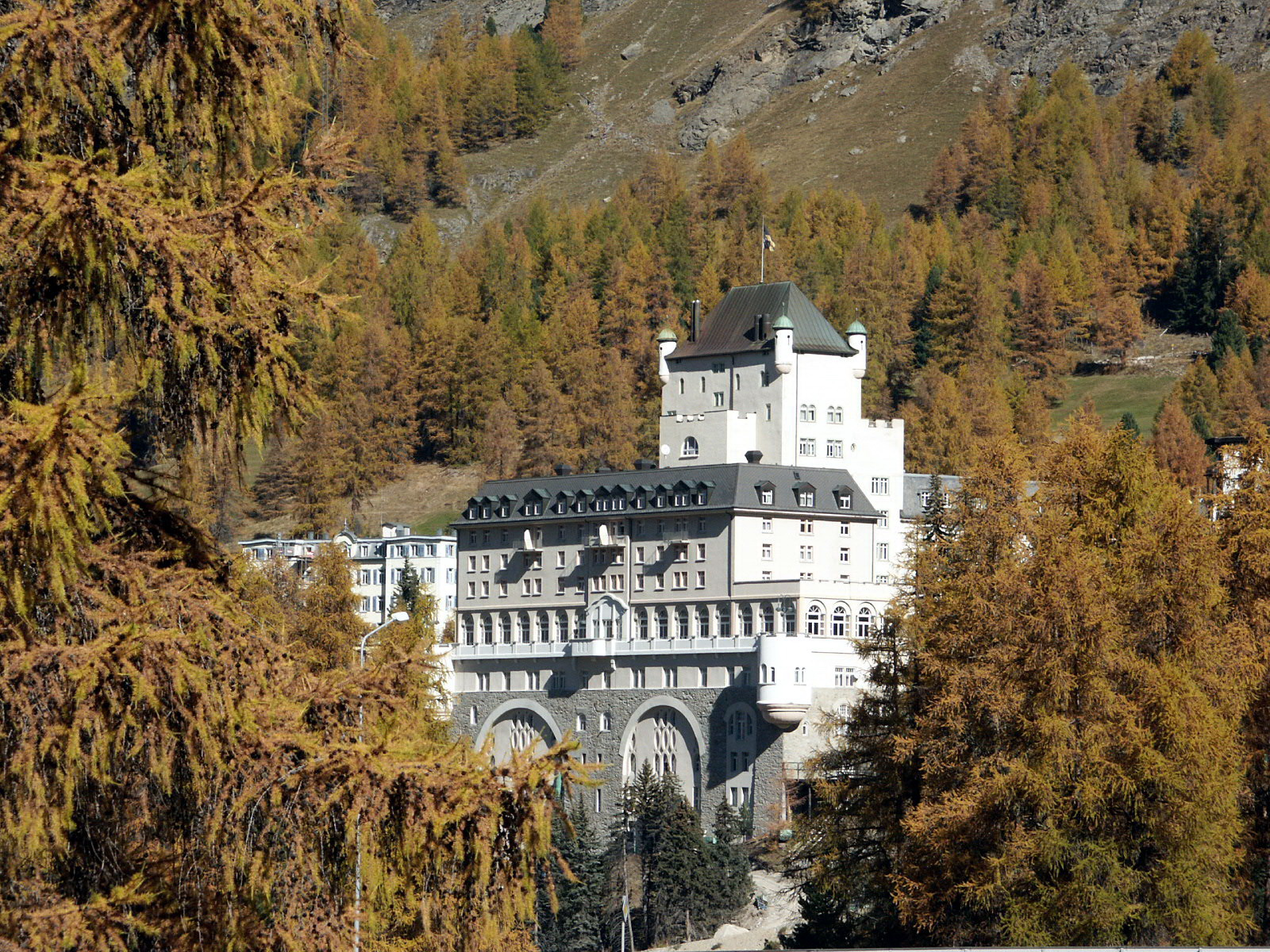
Schlosshotel di Pontresina

La vicenda si svolge in Austria, negli Anni venti del XX secolo. Christine Hoflehner è una giovane austriaca di 28 anni che ha perso il padre e il fratello durante la prima guerra mondiale e vive con la madre ammalata a Kleinreifling, un piccolo villaggio dell'Oberösterreich a due ore di treno da Vienna. Nel Dopoguerra, l'Austria sconfitta è sconvolta da una grave crisi economica, e le condizioni economiche di Christine, che lavora come ausiliaria nel locale ufficio postale, sono precarie. La giovane donna è rassegnata a una vita di indigenza, senza speranze per il futuro. Un giorno Christine riceve un telegramma da sua zia Claire, emigrata 25 anni prima negli Stati Uniti d'America dove ha sposato un ricco mercante di cotone, e ritornata in Europa col marito per un viaggio turistico; la zia invita Christine a trascorrere con lei qualche giorno di riposo in una località turistica dell'Engadina.
Christine accetta l'invito: si reca in treno in Svizzera ed è accolta dalla zia in uno sfarzoso albergo di Pontresina i cui ospiti ostentano ricchezza e lusso. La giovane donna è inizialmente intimidita; ma ben presto, grazie agli sforzi della zia che prende in mano la situazione e la dota di costosi abiti di seta e di gioielli, Christine si trasforma ben presto in una ragazza elegante e disinvolta. Presentata come la ricca Christiane van Boolen, Christine è corteggiata e ammirata. Ma il successo scatena l'invidia e la gelosia di altre ospiti dell'albergo. La finzione viene smascherata: la stessa zia, timorosa di essere coinvolta in pettegolezzi, rimanda la nipote a Kleinreifling. Ritornata al villaggio, Christine trova la madre morta; si ammala quindi di depressione.
In occasione di un viaggio a Vienna dove si è recata in visita dalla propria sorella, Christine fa la conoscenza di Ferdinand, un giovane architetto invalido della grande guerra, anch'egli privo delle illusioni giovanili e senza speranza per il futuro. Qualche tempo dopo Ferdinand, che ha perso il lavoro, si reca a Kleinreifling da Christine e le annuncia che ha deciso di suicidarsi. Christine, che a sua volta non trova niente di bello nella vita, replica a Ferdinand che si ucciderà con lui. Poco dopo tuttavia Ferdinand ci ripensa e propone a Christine di rapinare l'ufficio postale, dove la ragazza lavora, scappare poi all'estero con il bottino e vivere insieme. Il romanzo termina con il "sì" di Christine alla proposta di Ferdinand.

## Genesi dell'opera
Rausch der Verwandlung (letteralmente: «Ebbrezza della trasformazione») è un romanzo incompiuto, composto dal curatore Knut Beck riunendo due diversi manoscritti trovati nell'archivio di Stefan Zweig: 
- un primo quaderno, scritto a Salisburgo nel periodo 1930-1931, nel quale si narra la vicenda di Christine a Pontresina e termina con il suo ritorno a Kleinreifling;
- un secondo quaderno, composto probabilmente a Londra nel 1938-1939, che costituisce la seconda parte del romanzo, con le vicende di Ferdinand e Christine.

I due manoscritti, ciascuno privo di titolo, sono stati riuniti da Knut Beck per l'edizione pubblicata nel 1982; il titolo Rausch der Verwandlung fu scelto dallo stesso Beck che lo ha tratto da un'espressione contenuta nella prima parte dell'opera. Stefan Zweig, assieme a Berthold Viertel, nel 1940 aveva tratto dalla vicenda un copione cinematografico di 120 pagine per un film che sarà realizzato tuttavia solo nel 1950 (Das gestohlene Jahr, Gli anni rubati). Il curatore Knut Beck eseguì diverse modifiche intese a rendere omogenee dal punto di vista formale testi composti in periodi differenti (per esempio, coerenza dei tempi verbali) registrando comunque in nota ciascuna variazione.
La prima parte del romanzo riflette la realtà della vecchia Europa squassata dalle conseguenze della prima guerra mondiale e incapace di reagire efficacemente. Nel contrasto tra la vita lussuosa delle élite radunate nell'albergo di Pontresina, e il senso di disperazione impotente delle classi povere in Austria si avvertono, oltre che la partecipazione al dramma che le coinvolge, anche elementi di satira per la remissività degli europei. Nella seconda parte si avverte l'inquietudine di Zweig per le soluzioni che di queste tragedie hanno proposto le ideologie totalitarie. Il progetto della rapina all'ufficio postale è stato interpretato anche come espressione di un sentimento di libertà e di rivolta morale contro la società.

## Edizioni
- Rausch der Verwandlung: Roman aus dem Nachlaß, a cura di Knut Beck, Frankfurt am Main, S. Fischer, 1982, ISBN 3-10-097054-3.
- Estasi di libertà, traduzione di Luciana Rotter, Collana Intersections, Firenze, Barbès, 2011, 329 pp., ISBN 88-62-941-58-7, ISBN 978-88-6294-158-7; Collana Père Lachaise, Firenze, Clichy, 2013, 456 pp., ISBN 978-88-6799-029-0; Collana Oscar Moderni, Milano, Mondadori, 2025, ISBN 978-88-047-9326-7.

## Adattamenti

### Film
- Das gestohlene Jahr, film di produzione austriaca del 1951, regia di Wilfried Fraß, con Oskar Werner, Elisabeth Höbarth ed Ewald Balser[6]
- L'ebbrezza della metamorfosi (Rausch der Verwandlung), miniserie televisiva francese del 1988, regia di Édouard Molinaro, con  Evelyne Bouix, Mario Adorf e Catherine Arditi[7].
- Ad alcune ambientazioni e tematiche, ma non alla trama, della prima parte si ispira il film Grand Budapest Hotel.